# Килмер, Джон Эдвард

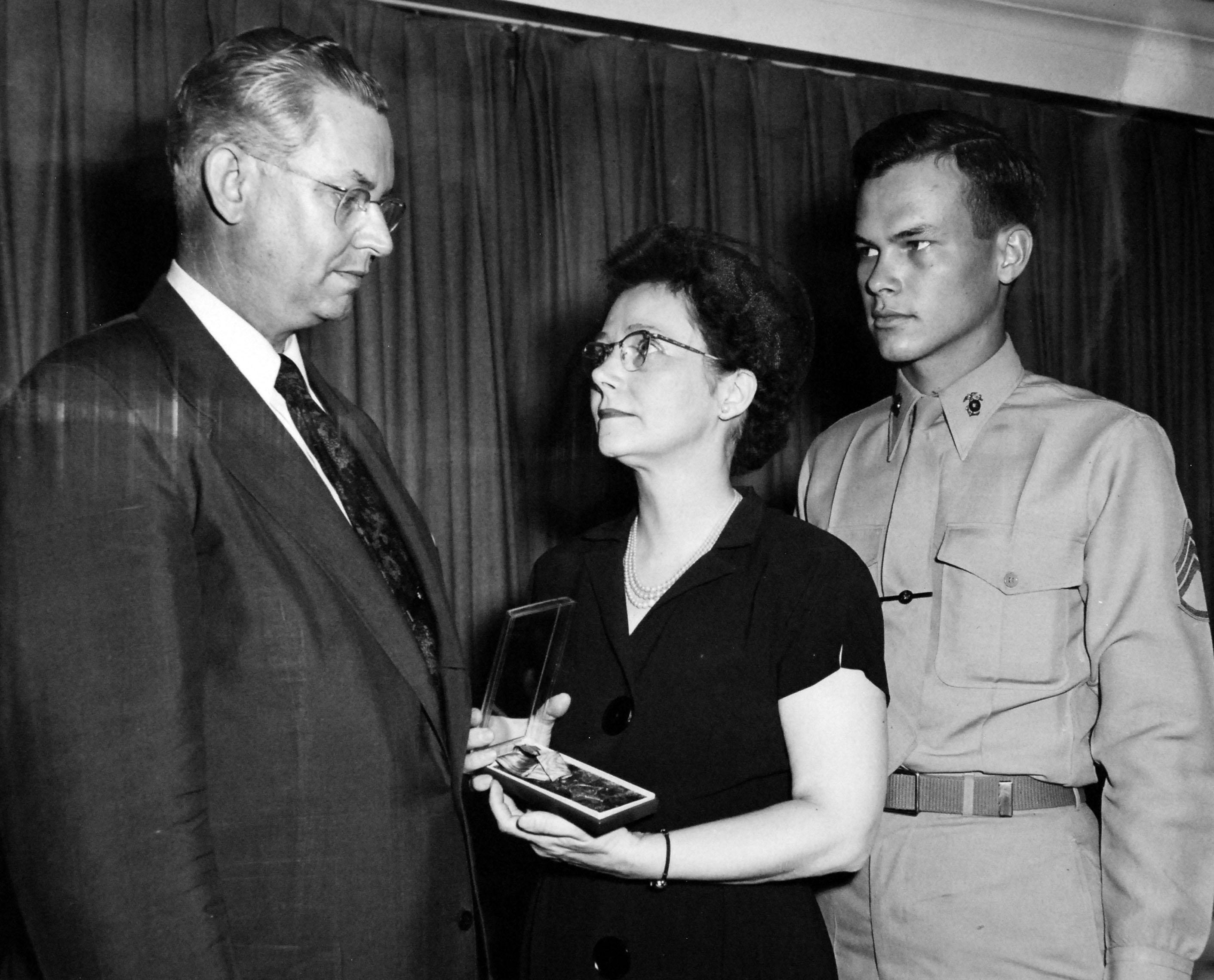
министр ВМС Роберт Б. Андерсон вручает медаль Почёта матери Килмера на церемонии в Пентагоне, 18 июня 1953 года

Джон Эдвард Килмер (15 августа 1930 — 13 августа 1952) — медик ВМС США, был придан стрелковой роте морской пехоты, погиб в битве за Банкер-хилл (1952) Корейской войны. Награждён посмертно медалью Почёта 13 августа 1952 года.
Килмер родился в г. Хайленд-парк, штат Иллинойс. В возрасте 17 лет окончил хай-скул чтобы вступить в качестве ученика матроса в ряды ВМС США 16 августа 1947 г в г. Хьюстон, штат Техас. После рекрутской подготовки он окончил школу Медицинского корпуса в г. Сан-Диего, штат Калифорния в апреле 1948 года и получил звание ученика медика а затем и медика (1 сентября 1950 года).
Килмер получил назначение на госпитальное судно USS Repose но в июне 1950 года началась Корейская война. Его четырёхлетний срок призыва истёк в августе 1951 года и он снова был зачислен в ВМС США. В апреле 1952 года, поссорившись с начальником, Килмер решил добровольно пойти медиком в подразделение морской пехоты флота (FMF). После прохождения боевой полевой подготовки в июне в школе полевой медицинской службы в Кэмп-Пендлтон, штат Калифорния он получил назначение в 3-й батальон 7-го полка первой дивизии морской пехоты.
В Корее Килмер был зачислен в роту Н, 3-го батальона 7-го полка морской пехоты. 12-13 августа 1950 года он принял участие наступлении на высоту Банкер-хилл. Он помогал раненым в ходе битвы и был смертельно ранен, когда своим телом прикрыл раненого морского пехотинца от вражеского огня. За свой подвиг 13 августа 1950 года он был посмертно награждён медалью Почёта.
18 июня 1953 года министр ВМС Роберт Б. Андерсон вручил медаль Почёта Лоис Килмер, матери Джона Килмера на церемонии в Пентагоне.
Только пять моряков из низших чинов удостоились медалей Почёта за героизм, проявленный в ходе Корейской войны. Их имена: (Уильям Р. Шаретт, Эдвард Бенфолд, Ричард де Виэт, Фрэнсис Хэммонд, Джон Килмер). Все они были военно-морскими медиками, приданными морской пехоте. Шаретт оказался единственным пережившим  Корейскую войну из их числа, остальные погибли в боях.
Тело Килмера погребено на кладбищенском парке Сан-Хосе в г. Сан-Антонио, штат Техас.
16 октября 2019 года министр ВМС Ричард В. Спенсер объявил, что новый эсминец типа «Арли Бёрк» будет назван в честь Килмера —  USS John E. Kilmer (DDG-134)
.

## Награды
Медик Килмер удостоился следующих наград:
|  | Золотая звезда повторного награждения |  |  |
|  |                                       |  |  |
|  |                                       |  |  |

| медаль Почёта                             | Пурпурное сердце с одной 5/16 золотой дюймовой звездой повторного награждения | Благодарность части Военно-морского флота                                                                                           |
| Медаль «За безупречную службу» (ВМФ)      | Медаль «За службу национальной обороне»                                       | Медаль «За службу в Корее» с пряжкой Fleet Marine Force Combat Operation Insignia с одной 3/16 бронзовой дюймовой звездой за службу |
| Благодарность президента Республики Корея | Медаль «За службу ООН в Корее»                                                | Медаль «За службу на Корейской войне»                                                                                               |

## Наградная запись к медали Почёта
Президент США от имени Конгресса с гордостью вручает медаль Почёта посмертно

МЕДИКУ ДЖОНУ Е. КИЛМЕРУ
ВМС США

За выдающуюся храбрость и отвагу, проявленные с риском для жизни при выполнении и перевыполнении долга службы в бою против вражеских сил агрессора. Когда его рота приступила к обороне жизненно важной высоты выступавшей перед главной линией сопротивления и противник предпринял штурм, сконцентрировав большое число войск, медик Килмер периодически выходил под плотный миномётный, артиллерийский и снайперский обстрел передвигаясь от укрытия к укрытию, оказывая помощь раненым и ускоряя процесс их эвакуации. Получив болезненное ранение осколками мины когда он передвигался для оказания помощи раненому он собрался и силами и медленно дополз до раненого морского пехотинца под дождём вражеских снарядов, падавших вокруг него. Не испугавшись опустошительного вражеского огня, он умело оказал первую помощь своему товарищу и, когда новый шквал вражеского огня обрушился близлежащую местность, без колебаний прикрыл раненого своим телом. Получив при этом героическом действии смертельное ранение от шрапнели медик Килмер благодаря своей великой храбрости и бравым духом самопожертвования, проявленными при спасении жизни товарища, вдохновил всех, кто наблюдал за этим. Своей непоколебимой решимостью перед лиуом серьёзных трудностей он заслужил высочайшую честь для себя и поддержал лучшие традиции военно-морской службы США. Он храбро отдал свою жизнь ради других.
 ГАРРИ С. ТРУМЭН 
Оригинальный текст (англ.)
The President of the United States in the name of The Congress takes pride in presenting the MEDAL OF HONOR posthumously to
HOSPITALMAN JOHN E. KILMER
UNITED STATES NAVY
for service as set forth in the following CITATION:
For conspicuous gallantry and intrepidity at the risk of his life above and beyond the call of duty in action against enemy aggressor forces. With his company engaged in defending a vitally important hill position well forward of the main line of resistance during an assault by large concentrations of hostile troops, HM Kilmer repeatedly braved intense enemy mortar, artillery, and sniper fire to move from 1 position to another, administering aid to the wounded and expediting their evacuation. Painfully wounded himself when struck by mortar fragments while moving to the aid of a casualty, he persisted in his efforts and inched his way to the side of the stricken marine through a hail of enemy shells falling around him. Undaunted by the devastating hostile fire, he skillfully administered first aid to his comrade and, as another mounting barrage of enemy fire shattered the immediate area, unhesitatingly shielded the wounded man with his body. Mortally wounded by flying shrapnel while carrying out this heroic action, HM Kilmer, by his great personal valor and gallant spirit of self-sacrifice in saving the life of a comrade, served to inspire all who observed him. His unyielding devotion to duty in the face of heavy odds reflects the highest credit upon himself and enhances the finest traditions of the U.S. Naval Service. He gallantly gave his life for another.
Harry S. Truman
— 